# Loximnesicles
Loximnesicles är ett släkte av insekter. Loximnesicles ingår i familjen Chorotypidae.
Kladogram enligt Catalogue of Life:
| Loximnesicles | \| \| Loximnesicles annulosus \| \| \| \| \| \| Loximnesicles brachypterus \| \| \| \| \| \| Loximnesicles luzonicus \| \| \| \| |
|               | \| \| Loximnesicles annulosus \| \| \| \| \| \| Loximnesicles brachypterus \| \| \| \| \| \| Loximnesicles luzonicus \| \| \| \| |
|               | Loximnesicles annulosus |
|               | |
|               | Loximnesicles brachypterus |
|               | |
|               | Loximnesicles luzonicus |
|               | |